# Qualificazioni alla CONCACAF Gold Cup 1996
Sono elencate di seguito le date e i risultati per le qualificazioni alla CONCACAF Gold Cup 1996.

## Formula
34 membri CONCACAF: 9 posti disponibili per la fase finale. Stati Uniti (come paese ospitante) e Brasile (in qualità di ospite della manifestazione, affiliata alla CONMEBOL) sono qualificati direttamente alla fase finale. Rimangono 33 squadre per sette posti disponibili per la fase finale. Le squadre e i posti disponibili sono suddivisi in tre zone di qualificazione: Nord America (2 posti), Centro America (3 posti), Caraibi (2 posti).
- Zona Nord America: 2 squadre, si qualificano di diritto alla fase finale.
- Zona Centro America: 7 squadre, partecipano alla Coppa delle nazioni UNCAF 1995, le prime tre classificate si qualificano alla fase finale.
- Zona Caraibi: 24 squadre, partecipano alla Coppa dei Caraibi 1995, le due finaliste si qualificano alla fase finale.

## Zona Nord America
Canada e Messico si qualificano di diritto alla fase finale.

## Zona Centro America
La Coppa delle nazioni UNCAF 1995 mette in palio la qualificazione al torneo: Honduras (prima classificata), Guatemala (seconda classificata) e El Salvador (terza classificata) si qualificano alla fase finale.

## Zona Caraibi
La Coppa dei Caraibi 1995 mette in palio la qualificazione al torneo: Trinidad e Tobago (prima classificata) e Saint Vincent e Grenadine (seconda classificata) si qualificano alla fase finale.